# The Visitors (Crackin' Up)
«The Visitors (Crackin' Up)» (en español: «Los Visitantes») es una canción y un sencillo lanzado por el grupo sueco ABBA sólo en algunos países. Es el último del álbum The Visitors.

## La canción
Fue escrita por Björn y Benny, y grabada el 22 de octubre de 1981, en los estudios de Polar Music, llamada primeramente "Den Första". La canción habla en una forma muy confusa: dice que ellos están esperando visitas, pero al mismo tiempo mueren de la risa, y cuando finalmente llega piden auxilio. Este tema viene incluido en el álbum The Visitors como la pista número 1.
Hay varias teorías sobre el significado de la canción, que van desde el fenómeno de la abducción hasta enfermedades mentales. Sin embargo, la principal interpretación que se le da es que es una protesta contra los disidentes políticos en la URSS en aquella época.
Como "The Visitors" sólo fue lanzado en Estados Unidos sólo allí logró aparecer en las listas. Sin embargo, la canción del sencillo era una versión editada de la canción, y no la que aparece en el disco. Esa es la razón por la que muchos dicen que no tuvo tanto éxito. En otros países, como Costa Rica y Polonia, la canción sólo entró en las listas de la radio, entrando en el Top Ten en ambos. "The Visitors" había sido previamente lado B de "Head Over Heels".

## El lado B
Head Over Heels (Todo al revés) se convirtió en el lado B del sencillo. Fue escrita por Benny y Björn, siendo grabada el 2 de mayo de 1981. La canción habla sobre una mujer muy prepotente y millonaria, que obliga a su esposo a cumplirle cada capricho y deseo que ella tenga, lo que la hace una mujer muy especial, según la canción. Este tema viene incluido en el álbum The Visitors como la pista número 2.

## Posicionamiento
| Lista                                     | Posición |
| ----------------------------------------- | -------- |
| México Lista de Sencillos Internacionales | 1        |
| Polonia Top 40 Trójka Radio Chart         | 1        |
| E.U. Billboard Hot Dance Club Play Chart  | 3        |
| Billboard Hot 100                         | 1        |
| E.U. Top 100 Cashbox Singles Chart        | 5        |

### Listas de Fin de Año
| País                      | Posición | Año  |
| ------------------------- | -------- | ---- |
| Estados UnidosDance chart | 1        | 1981 |